# Onicomicose
Onicomicose ou  tinha das unhas é uma infeção fúngica das unhas. Os sintomas são descoloração branca ou amarela da unha, espessamento da unha e separação da unha da pele. Embora possa afetar todas as unhas, é mais comum nas unhas dos pés. Entre as possíveis complicações está a Celulite da perna.
A onicomicose pode ser causada por diversos fungos, sendo os mais comuns dermatófitos e Fusarium. Entre os fatores de risco estão o pé de atleta, outras doenças da unha, exposição a alguém com a doença, doença arterial periférica e imunossupressão. O diagnóstico é geralmente suspeitado com base na aparência e confirmado com exames de laboratório.
A onicomicose não requer necessariamente tratamento. O antifúngico terbinafina por via oral aparenta ser o mais eficaz, estando no entanto associado a problemas no fígado. Cortar as unhas de forma rente durante o tratamento também aparenta ter utilidade. Existe um verniz contendo ciclopirox, embora não seja tão eficaz. Em metade dos casos que são tratados, a doença volta a ocorrer. Não voltar a usar o mesmo calçado após o tratamento pode diminuir o risco de recorrência.
A onicomicose ocorre em cerca de 10% da população adulta. A doença afeta com maior frequência pessoas idosas e é mais comum entre homens do que entre mulheres. Os casos de onicomicose correspondem a cerca de metade dos casos de doenças das unhas. A causa fúngica da condição foi determinada pela primeira vez em 1853 por Georg Meissner.